# Great Oxenden
Great Oxenden, ook Great Oxendon, is een civil parish in het bestuurlijke gebied Daventry, in het Engelse graafschap Northamptonshire met 331 inwoners.